# Cremnops posticeniger
Cremnops posticeniger är en stekelart som beskrevs av Günther Enderlein 1920. Cremnops posticeniger ingår i släktet Cremnops och familjen bracksteklar. Inga underarter finns listade i Catalogue of Life.